# Diocesi di Kingstown
La diocesi di Kingstown (in latino Dioecesis Regalitana) è una sede della Chiesa cattolica a Saint Vincent e Grenadine suffraganea dell'arcidiocesi di Castries. Nel 2021 contava 6.951 battezzati su 110.290 abitanti. È retta dal vescovo Gerard County, C.S.Sp.

## Territorio
La diocesi comprende l'intero territorio di Saint Vincent e Grenadine.
Sede vescovile è la città di Kingstown, dove si trova la cattedrale dell'Assunzione di Maria Vergine.
Il territorio è suddiviso in 7 parrocchie.

## Storia
La diocesi è stata eretta il 23 ottobre 1989 con la bolla Diligenter iamdiu di papa Giovanni Paolo II, in seguito alla divisione della diocesi di Bridgetown-Kingstown, da cui ha tratto origine anche la diocesi di Bridgetown.
L'8 luglio 2011 è stata trasferita dalla provincia ecclesiastica di Castries a quella di Porto di Spagna ed unita in persona episcopi, fino al 22 dicembre 2015, alla diocesi di Bridgetown. Sciolta l'unione in persona episcopi, la diocesi di Kingstown è tornata suffraganea di Castries.

## Cronotassi dei vescovi
Si omettono i periodi di sede vacante non superiori ai 2 anni o non storicamente accertati.
- Robert Rivas, O.P. (23 ottobre 1989 - 19 luglio 2007 nominato arcivescovo coadiutore di Castries)[1]
  - Sede vacante (2007-2011)
- Charles Jason Gordon (8 luglio 2011 - 22 dicembre 2015 dimesso)
- Gerard County, C.S.Sp., dal 22 dicembre 2015

## Statistiche
La diocesi nel 2021 su una popolazione di 110.290 persone contava 6.951 battezzati, corrispondenti al 6,3% del totale.
| anno | popolazione | popolazione | popolazione | presbiteri | presbiteri | presbiteri | presbiteri                | diaconi | religiosi | religiosi | parrocchie |
| anno | battezzati  | totale      | %           | numero     | secolari   | regolari   | battezzati per presbitero | diaconi | uomini    | donne     | parrocchie |
| ---- | ----------- | ----------- | ----------- | ---------- | ---------- | ---------- | ------------------------- | ------- | --------- | --------- | ---------- |
| 1990 | 12.000      | 110.000     | 10,9        | 8          | 5          | 3          | 1.500                     |         | 11        | 9         | 6          |
| 1999 | 10.000      | 107.000     | 9,3         | 9          | 5          | 4          | 1.111                     |         | 4         | 10        | 6          |
| 2000 | 10.000      | 107.500     | 9,3         | 7          | 3          | 4          | 1.428                     |         | 4         | 13        | 6          |
| 2001 | 10.000      | 107.000     | 9,3         | 6          | 3          | 3          | 1.666                     |         | 3         | 14        | 6          |
| 2003 | 7.000       | 107.000     | 6,5         | 10         | 5          | 5          | 700                       |         | 5         | 16        | 6          |
| 2004 | 10.073      | 106.499     | 9,5         | 9          | 5          | 4          | 1.119                     |         | 4         | 17        | 6          |
| 2006 | 8.176       | 109.022     | 7,5         | 10         | 6          | 4          | 817                       |         | 4         | 16        | 6          |
| 2013 | 8.500       | 115.060     | 7,4         | 6          | 5          | 1          | 1.416                     | 6       | 1         | 10        | 6          |
| 2016 | 8.000       | 110.000     | 7,3         | 10         | 10         |            | 800                       | 6       |           | 7         | 6          |
| 2019 | 6.877       | 109.188     | 6,3         | 9          | 9          |            | 764                       | 6       |           | 8         | 7          |
| 2021 | 6.951       | 110.290     | 6,3         | 12         | 11         | 1          | 579                       | 10      | 3         | 5         | 7          |